# Torgeir Vassvik
Torgeir Vassvik (Norvégia, Gamvik, 1962) Számi zenész és zeneszerző. Vassvik a joikát és a torokéneklést  dobbal, hagyományos hangszerekkel és természeti hangokkal kombinálja.

## Diszkográfia
- Sáivu, (Iđut 2006), producer Arve Henriksen
- Sápmi, (Iđut 2009), producer Jan Martin Smørdal
- Gákti, (Heilo 2019), producer Torgeir Vassvik, Babette Michel

## Külső hivatkozások
- Torgeir Vassvik at Myspace
- Torgeir Vassvik at folkemusikk.no (in Norwegian)
- Review of Sápmi at Inside World Music
- Review of Sáivu at All about jazz